# Герб Степновского муниципального округа
Герб Степновского муниципального округа Ставропольского края Российской Федерации — опознавательно-правовой знак, составленный и употребляемый в соответствии с правилами геральдики, служащий одним из официальных символов муниципального образования.
Утверждён 27 ноября 2008 года как герб Степновского муниципального района и внесён в Государственный геральдический регистр РФ с присвоением регистрационного номера 4560.
Согласно решению совета депутатов Степновского муниципального округа Ставропольского края от 23 октября 2020 г. № 3/32-I, данный герб используется в качестве символа округа.

## Описание
Геральдическое описание герба гласит:

В червлёном поле между правым верхним углом, откошенным золотом, и левым нижним, откошенным серебром — кольцо из семи пятилучевых звезд, положенных одним лучом врозь.— Решение Совета Степновского муниципального района Ставропольского края от 27 ноября 2008 года № 8/69-II 
В соответствии с Методическими рекомендациями по разработке и использованию официальных символов муниципальных образований, герб района мог воспроизводиться со статусной короной установленного образца (золотой с пятью заострёнными зубцами).

## Обоснование символики
Герб языком символов и аллегорий отражает особенности Степновского муниципального района.
Червлёное поле щита, в котором семь золотых звёзд объединены в круг, аллегорически символизирует сам район и входившие в его состав семь сельских поселений. Каждое поселение представлено отдельной звездой, и при этом все они объединены в общий круг — в единое муниципальное образование Степновский муниципальный район.
Красный цвет (червлень) — символ труда, силы, мужества, красоты и праздника. Золотой и серебряный откосы в гербе образно отражают основу экономики района — сельскохозяйственное производство. Золото — символ урожая, золотых нив, стабильности, уважения и интеллекта. Серебро — символ чистоты, совершенства, мира и взаимопонимания.

## История
Работа над символикой Степновского муниципального района началась с проведения конкурса на лучший проект герба и флага, объявленного по инициативе председателя районного совета Александра Николаевича Литвиненко. В конкурсе приняли участие школьники, воспитанники центра внешкольной работы, а также все желающие. Разработка районной символики осуществлялась при содействии Союза геральдистов России, с которым обсуждались и согласовывались проекты.
По итогам конкурса за основу районного герба был взят эскиз, исполненный жителем села Степное, художником Николаем Николаевичем Сотниковым. Автором идеи герба выступил Александр Николаевич Литвиненко, геральдическую доработку осуществил исполнительный директор Союза геральдистов России Константин Фёдорович Мочёнов, обоснование символики составил ещё один член Союза геральдистов — Кирилл Викторович Переходенко.
27 ноября 2008 года районный совет утвердил данный герб, а затем направил его на геральдическую экспертизу в Геральдический совет при Президенте РФ. После положительного экспертного заключения герб Степновского муниципального района был внесён в Государственный геральдический регистр под номером 4560.
25 июня 2010 года в административном центре района селе Степном прошла церемония открытия памятных досок в честь государственной регистрации официальных символов Степновского муниципального района — герба и флага. Доски были помещены с обратной стороны стелы, посвящённой образованию района в 1972 году. Инициатором их установки стал депутат районного совета Сергей Васильевич Панченко. Размещённые под мемориальными досками изображения герба и флага изготовил хормейстер местного ДК Алексей Павлович Величко.
16 марта 2020 года все муниципальные образования Степновского района были объединены в Степновский муниципальный округ.
Решением совета депутатов Степновского муниципального округа Ставропольского края от 23 октября 2020 г. № 3/32-I установлено использовать в качестве официальных символов округа герб и флаг Степновского муниципального района.